# المركز للعلم والثقافة
المركز للعلم والثقافة (بالإنجليزية:Center for Science and Culture) والمعروف سابقاً بالمركز لتجديد العلم والثقافةوهو جزء من معهد ديسكفري، وهو مؤسسة بحثية مسيحية محافظة يقع مقرها في الولايات المتحدة. وتضغط لإدراج التصميم الذكي في مناهج العلوم في المدارس العامة كتفسير لأصل الحياة والكون حين يلقي بظلال من الشك على نظرية التطور. تم رفض هذه المواقف من قبل المجتمع العلمي، الذي حدد ان التصميم الذكي هو نوع جديد من الخلقية وهو علم زائف، في حين ان نظرية التطور تنال الإجماع العلمي.
المركز للعلم والثقافة يمثل مركزا للحركة التصميم الذكي. فتقريبا كل قادة التصميم الذكي منتمين لها. ستيفن ماير المنتمي لمعهد ديسكفري هو مؤسس المركز ونائب الرئيس، وفيليب جونسون هو مستشار البرنامج. ويقدم جونسون باسم «الأب» للحركة ومهندس إستراتيجية الوتد وحملة «تدريس الجدل»، فضلا عن تعديل سانتوروم.